# David López López
David López López (Las Palmas de Gran Canaria, 1975) és un autor de còmic espanyol.

## Biografia

### Inicis professionals
Després de polir el seu estil en el fanzine aragonès 451º, el seu primer treball semiprofessional va ser la sèrie Espiral a la col·lecció Brut de La Cúpula el 1998, amb la qual va obtenir gran èxit en un moment en què el mercat estava especialment receptiu al costumbrisme sentimental, gènere al que l'afegiria un toc surrealista molt personal. Al mateix temps que s'inscriu en el “slice of life”, les sèrie inclou absurds i tocs d'aventura que, a més de contribuir a donar vida a la història, assenyalen una singular personalitat autoral. Es tractar d'un projecte atípic. A la fi dels noranta, amb el còmic indie i tot el que això representa ("slice of life", la inclusió del quotidià personal en les historietes…) David proposa una mescla entre realisme sentimental i fantasia absurda que aconsegueix captar un bon nombre de seguidors. El dibuixant es bolca en explicar les peripècies d'una encantadora noia de províncies que arriba a Barcelona i deixa clara la seva empremta en els seus pròlegs, referències musicals, etc. Entre el cartoon i el detall, Ana i companyia van plantejant un món propi que es completa, de moment, amb Espiral: Polaroids, tom publicat per Planeta en el qual es tancarien caps per lligar d'una sèrie finalitzada abruptament. Espiral s'ha publicat serializada també a Itàlia, on igualment s'ha guanyat el favor del públic.
Abans, un parell de col·laboracions amb Dude Comics, una història amb els personatges d'Espiral i un one-shot, Amarillo Enamorado, una bonica història d'amor i absurd molt característica del seu estil i en la qual l'estil gràfic del dibuixant es va afermant notablement. Durant aquesta època, López va compartir estudi amb altres dibuixants com Jesús Saiz o Fernando Blanco, amb la lògica influència estilística i que es van conformar també en un grup de suport per donar el salt als Estats Units.

### El mercat nord-americà (2002-)
2002 suposa, a més del comiat (de moment) de l'univers Espiral, el salt del dibuixant al mercat nord-americà, gràcies a la mediació del seu agent David Macho. El seu primer encàrrec va ser un número de Justice League Adventures, el 9, en el qual l'estil solt de David no sofriria massa, tot i haver de subjectar-se a uns estàndards animats. L'adaptació a un estil molt més realista, del gust del mercat nord-americà, seria en un encàrrec per Legends of the Dark Knight, l'arc comprès entre el 159 i el 161 de la col·lecció, anomenat "Loyalties". Encara recognoscible l'estil Espiral, cal dir a favor seu que l'entintat del veterà Dan Green no acabava de tenir la química necessària amb el seu dibuix.
D'aquí va passar a col·laborar amb Peter David en una sèrie de la seva creació, Fallen Angel. Un projecte peculiar, mentre la creació del guionista es va integrar en l'Univers DC habitual encara que no va arribar a tenir molt contacte. Després d'una vintena de números en els quals David va realitzar un treball encomiable al costat del seu inseparable Fernando Blanco, la sèrie va passar a una altra editorial, IDW. Mentrestant, el dibuixant va realitzar un altre encàrrec per Legends of the Dark Knight (els números 190 i 191). A més, també ha tingut temps de realitzar diversos fill-in en sèries com JSA (número 76) i Birds of Prey (número 86, compartint pàgines amb Bruce Timm). A principis 2006 el dibuixant realitzava la seva primera col·laboració amb Marvel, un What If protagonitzat per Namor al costat del guionista Greg Pak.
D'aquí va passar a una de les sèries capdavanteres de l'univers Batman. A partir del número 53 de Catwoman, els “López”, David i Álvaro es van encarregar d'aquesta sèrie acaronada en el que a artistes es refereix (Cameron Stewart, Darwyn Cooke, Javier Pulido, Paul Gulacy, portades d'Adam Hughes) en un moment d'especial importància per a la sèrie. El seu primer número en la sèrie va estar tot un èxit i DC va haver de fer una segona edició.
David va donar el salt a Marvel, on va treballar amb Jim MacCann en dues miniseries de "Hawkeye & Mockingbird”, el 2011 es publica a Marvel la sèrie limitada de quatre números "Mystic" amb fantàstiques críticas (el que li suposa la nominació a un Premi Eisner i un Harvey) i una posterior etapa dels New Mutants. A Marvel va treballar en projectes relacionats amb la pràctica totalitat de personatges més coneguts de l'editorial: X-Men, Wolverine, els Venjadors, Spider-Man, el rellançament de la Capitana Marvel,al costat de la guionista Kelly Sue DeConnick que va obtenir excel·lents crítiques, All-New Wolverine, protagonitzat per X-23, que suposa un gran èxit de crítica i públic.
En 2017 inicia la publicación online de Blackhand Ironhead, com guionista i dibuixant, a Panel Syndicate i posteriorment publicada per Astiberri. David anuncia que hi haurà més història de Blackhand Ironhead.
A les seves estones lliures col·labora amb el canal de YouTube "Streaming de Dibujantes", en el que diversos dibuixants espanyols parlen de la professió.

## Influències
A David sempre li han agradat els personatges femenins com Tank Girl o les escrites per Chris Claremont a X-Men. A nivell de dibuix, reconeix fixar-se en les solucions d'altres autors, com les explosions d'Akira Toriyama, els cavalls de Blueberry (de Jean Giraud), o la tecnologia de Kenji Kamiyama entre d'altres. Igualment en el guió pensa en com ho ressoldria Rumiko Takahashi.